# Bonus pater familias
Bonus pater familias, latin för den gode familjefadern, är en juridisk term inom skadeståndsrätten med ursprung i den romerska rätten. I bedömningen av vad som kan anses som omsorgsfulla och aktsamma handlingar föreställde man sig hur den omsorgsfulle familjefadern normalt skulle agera. En person som agerar likt en bonus pater familias ska inte ställas till ansvar för den eventuella skada denne åsamkar, då den som agerat som en god familjefar enligt principen inte agerat oaktsamt (culpöst) eller uppsåtligt (dolöst). Bonus pater familias som norm har idag förlorat i betydelse och har idag ersatts av oaktsamhet, bland annat för att den kan sägas vara en fantasifigur som inte ger ledning i dagens moderna och mångskiftande samhälle. Allt oftare sätts i stället nivån efter den aktsamhet som rätten anser normal bland förståndiga människor inom det aktuella området. Termen används dock fortfarande för att beskriva begreppet oaktsamhet och förklara den idag vanligare terminologin angående "förståndig människa". 